# Gilbert Motier de La Fayette
Gilbert Motier de La Fayette, signore di Lafayette, Pontgibaud, Les Ayes, Nébouzat, Saint-Romain e Montel-de-Gelat (1380 circa – 23 febbraio 1462), è stato un nobile e militare francese, maresciallo di Francia dal 1421.

## Biografia

### Giovinezza
Figlio di Guillaume e Marguerite Brun du Peschin, era discendente da una nobile famiglia alverniate.
Allevato presso la corte del duca di Borbone, divenne presto siniscalco del Borbonese.

### Carriera militare
Servì poi sotto il Duca di Borbone all'assedio di Soubise. Nel 1415 strappò Compiègne ai Borgognoni, e il 20 luglio fu nominato luogotenente generale della Linguadoca e della Guienna durante l'assenza del duca di Borbone. Nel dicembre successivo pose l'assedio a Sarlat e a Roquefort.
Nominato balivo di Rouen dal Delfino, futuro Carlo VII, il 13 giugno 1417, tentò vanamente di difendere Caen e Falaise dagli inglesi.
Luogotenente e capitano generale del Lyonnaise e del Mâconnais il 1º luglio, combatté in Normandia, conquistando Beaulieu nel 1419, di cui divenne governatore insieme a diverse altre località sulla Loira.
Ciambellano del Delfino nel 1420, fu nominato governatore del Delfinato il 27 maggio e ricoprì la carica sino al 1º ottobre successivo.
Alla battaglia di Baugé, grazie ad un ingegnoso stratagemma, inflisse una pesante sconfitta agli inglesi, che persero 3 000 uomini, e videro prigionieri il duca di Somerset e il duca di Exeter; alla sua mano, nella stessa battaglia, viene attribuita l'uccisione del duca di Clarence.

### Secondo matrimonio
Il 15 gennaio 1423, al castello di Bouthéon (Loira) sposò in seconde nozze Jeanne de Joyeuse, da cui ebbe nove figli. Tra i suoi discendenti il generale Gilbert du Motier de La Fayette.

### Maresciallo di Francia
Nominato maresciallo di Francia dal Delfino dopo la morte di Boucicaut, ricevette il primo compenso il 20 maggio 1421.
Venne confermato nella carica di maresciallo alla salita al trono di Carlo VII, il 21 ottobre seguente.
Nel 1423, in Alvernia, ricevette l'ordine di fermare i saccheggi che le truppe anglo-borgognone di Jehan de la Trémoille perpetravano nella regione; combatté poi a Verneuil (17 agosto 1424), dove venne fatto prigioniero.
Dopo la prigionia, durata alcuni mesi, entrò a far parte della cerchia dei più stretti consiglieri del re. Nel 1429 condusse 300 uomini d'arme in aiuto di Giovanna d'Arco impegnata all'assedio di Orléans, di cui dopo la conquista tenne il governo per un certo tempo. Il 17 luglio dello stesso anno accompagnò Carlo VII alla consacrazione tenutasi nella Cattedrale di Reims.
Plenipotenziario al trattato di Arras, il 21 settembre 1435, che segnò la riconciliazione tra la Borgogna e i sovrani di Francia, quando nel 1439 gli stati generali si riunirono a Orléans per decidere riguardo alla ripresa delle ostilità, Motier si pronunciò vigorosamente per il proseguimento della guerra fino alla completa liberazione totale del suolo francese.
Fece nel frattempo adottare al sovrano la riforma dell'esercito e l'istituzione della gendarmeria nazionale.
Divenne siniscalco di Beaucaire e di Nîmes nel 1439.
Il 3 maggio 1441 fu nominato guardiano, governatore e capitano del castello, città e castellania di Saint-Sulpice, vicino a Tolosa, dove fece testamento nel 1446.

### Ultimi anni e morte
L'ultimo fatto d'arme cui partecipò fu la campagna di Normandia del 1449, che terminò con la cacciata degli inglesi e l'entrata di Carlo VII a Rouen.
È sepolto nella chiesa dell'abbazia di Chaise-Dieu.